# قطعنامه ۱۲۱۱ شورای امنیت
قطعنامه ۱۲۱۱ شورای امنیت سازمان ملل متحد که در تاریخ ۲۵ نوامبر ۱۹۹۸ تصویب شد، سندی بین‌المللی دربارهٔ بررسی وضعیت خاورمیانه است. این قطعنامه طی نشست ۳۹۴۷ام با ۱۵ رای موافق، ۰ مخالف و ۰ ممتنع تصویب شد.